# Hirzo z Klingenbergu
Hirzo z Klingenbergu (narozen v Porýní, zemřel asi 1275), též uváděn jako Hýř, Hircz či Hrz, byl šlechtic, dvořan přemyslovských králů Václava I. a Přemysla Otakara II.

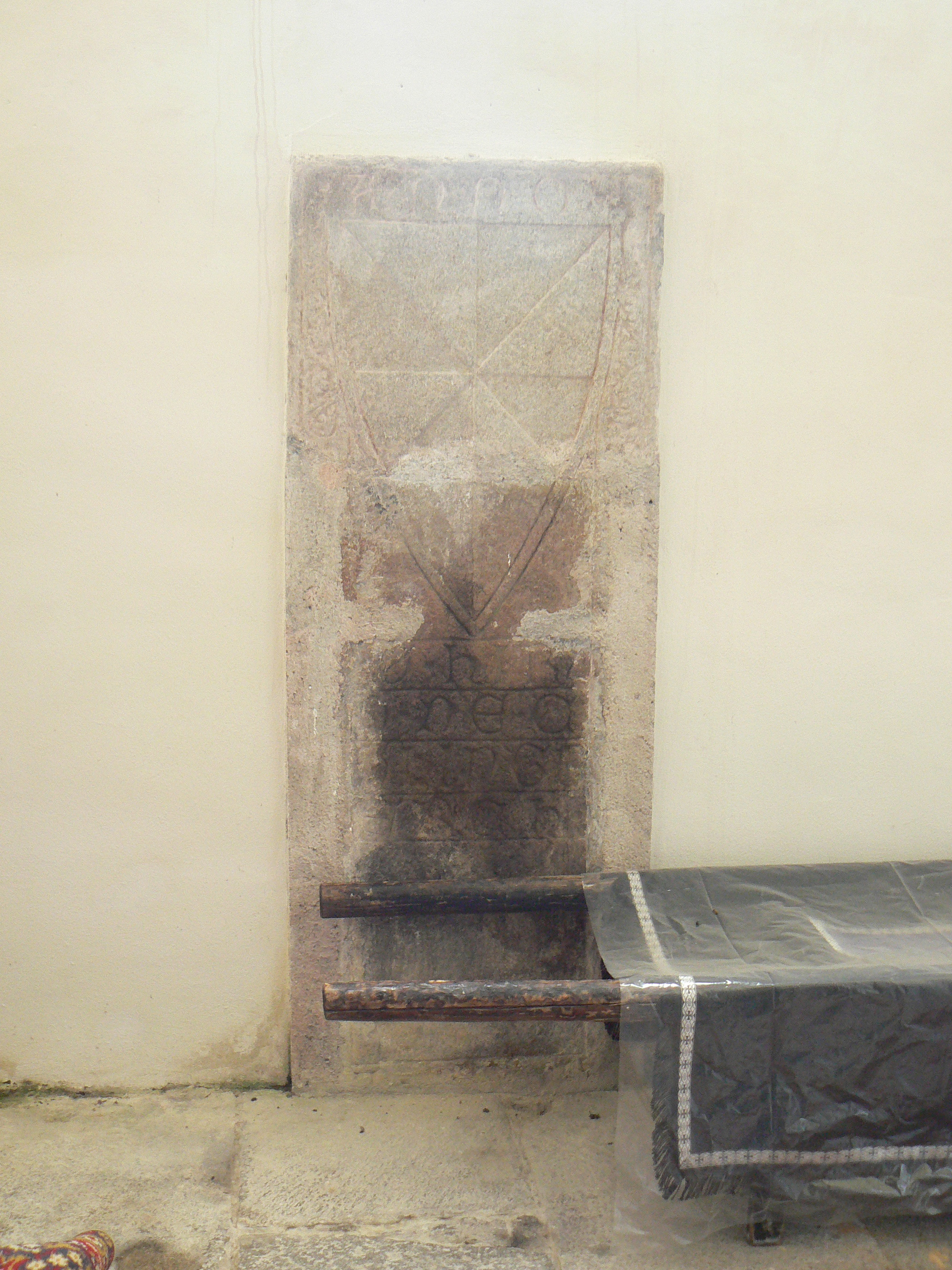
Hirzův náhrobek v klášteře Zlatá Koruna

## Život
V letech 1241 a 1248 je na dochovaných listinách jmenován jako mistr královské kuchyně (magister coquinae). Během vzpoury mladého Přemysla zůstal věrný jeho otci Václavovi. Dlouhou dobu byl purkrabím na královském hradě Zvíkově (zvaného také Klingenberg). Pro krále vedl řadu stavebních a lokátorských prací. Nejdůležitější z nich jsou lokace královských měst České Budějovice a Písek a též založení kláštera Zlatá koruna, je mu však přisuzována i řada dalších lokací a budovatelských staveb (u řady z nich však jeho podíl není řádně doložen).
Je pohřben v cisterciáckém klášteře Zlatá Koruna.